# Gelis ruficeps
Gelis ruficeps là một loài tò vò trong họ Ichneumonidae.